# Икарди, Мауро
Ма́уро Эмануэ́ль Ика́рди Риве́ро (исп. Mauro Emanuel Icardi Rivero; род. 19 февраля 1993[…], Росарио, Санта-Фе) — аргентинский футболист, нападающий и капитан турецкого клуба «Галатасарай». Выступал за сборную Аргентины. Бывший капитан миланского «Интера».
Икарди начал свою футбольную карьеру в молодёжных командах «Весиндарио» и прошёл через Ла Масию, молодёжную систему каталонской «Барселоны», а затем перешёл в итальянский клуб «Сампдория», где начал свою профессиональную карьеру в 2012 году. После впечатляющего сезона он перешёл в миланский «Интер» в июле 2013 года, где он превратился в одного из самых результативных нападающих Европы. Икарди выиграл титул лучшего бомбардира Серии а в сезонах 2014/15 и 2017/18 годов и был назначен капитаном «Интера» в 2015 году в возрасте 22 лет. Три года спустя Икарди сыграл важную роль в том, что «Интер» впервые за шесть лет вышел в Лигу чемпионов УЕФА. Восьмой бомбардир в истории клуба. В 2019 году Икарди перешёл во французский «Пари Сен-Жермен» в первоначальную годовую аренду, в ходе которой аргентинец выиграл три титула в чемпионате Франции. Затем он присоединился к клубу на постоянной основе за 50 миллионов евро. После успешного сезона в аренде в «Галатасарае», где он привёл команду к чемпионству в Суперлиге, Икарди перешёл в команду на постоянной основе в 2023 году за гонорар в 10 миллионов евро.
Икарди дебютировал за сборную Аргентины в октябре 2013 года. До 2018 года он играл редко, сыграв восемь матчей за сборную и забив один мяч.

## Ранние годы
Икарди родился в аргентинском Росарио. Когда ему было 6 лет его семья переехала в Испанию, на третий по величине остров Канарского архипелага, Гран-Канария. В 2001 году Мауро начал выступать за местную молодёжную команду «Весиндарио», за которую в течение 7 лет забил более 500 мячей. Интерес к талантливому нападающему проявляли «Валенсия», мадридский «Реал», «Эспаньол», «Ливерпуль», «Севилья», лондонский «Арсенал», «Депортиво Ла-Корунья» и каталонская «Барселона», с которой он подписал пятилетний юниорский контракт в 2008 году.

## Клубная карьера

### «Барселона»
Икарди присоединился к каталонскому клубу перед началом сезона 2008/2009 и был включён в команду до 17 лет. В следующем сезоне его перевели в команду до 19 лет, а в январе 2011 года он перешёл в аренду в «Сампдорию». Позже Икарди заявил, что уход из «Барселоны» не был плохим решением, поскольку он был убеждён, что его решение уйти дальше было правильным.

### «Сампдория»

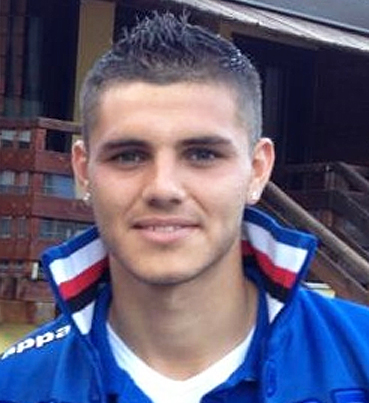
Мауро Икарди в составе «Сампдории», 2011 год

11 января 2011 года Мауро перешёл в итальянскую «Сампдорию» на правах аренды до конца сезона 2010/11 с правом последующего выкупа. За полгода, проведённые в молодёжной команде нового клуба, Мауро забил 19 мячей и стал лучшим бомбардиром чемпионата. 12 мая 2012 года аргентинец дебютировал в основной команде в матче против «Юве Стабия», в котором на 75-й минуте он заменил Бруно Форнаноли, а через 10 минут забил первый мяч в профессиональной карьере и помог команде выиграть 2:1. Летом 2012 года «Сампдория» воспользовалась опцией выкупа прав на молодого нападающего и приобрела его трансфер за 400 000 евро. 26 сентября 2012 года он дебютировал в Серии А в матче против «Ромы», заменив на 49-й минуте парагвайского полузащитника Марсело Эстигаррибиа. 12 ноября Икарди забил первый мяч в чемпионате Италии в фонарном дерби против «Дженоа» (3:1). 6 января 2013 года сделал дубль в ворота туринского «Ювентуса» и помог команде победить со счётом 2:1. 27 января Икарди сделал первый покер в карьере в победе над «Пескарой» со счётом 6:0. 18 мая провёл матч за «Сампдорию» в матче против «Ювентуса» на стадионе Луиджи Феррарис (3:2), в котором также отличился голом.

### «Интернационале»

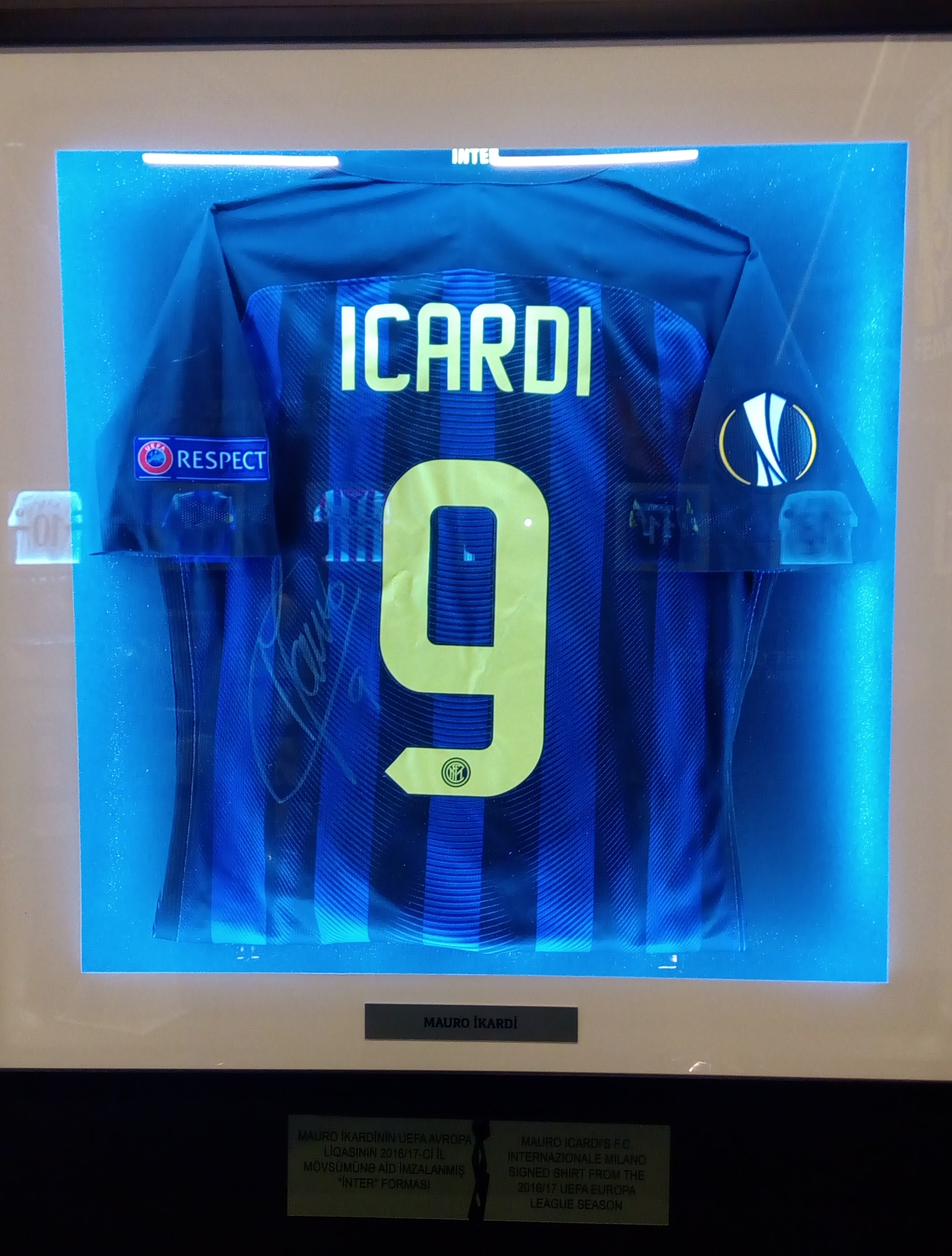
Футболка Икарди в «Интере»

В конце апреля было объявлено, что Икарди перейдёт в миланский «Интернационале» летом 2013 года. Позже сделка была подтверждена правлением «Сампдории». Сумма трансфера составила 6,5 миллионов евро за 50 процентов прав на футболиста. Икарди был официально представлен в качестве игрока «Интера» 16 июля вместе с алжирским нападающим Исхаком Бельфодилем, где ему был присвоен номер 9 команды. Аргентинец заявил, что переход в «Интер» — это «сбывшаяся мечта», добавив, что у него "было много предложений, но он хотел только «Интер».
На следующий день дебютировал за миланский клуб в товарищеском матче против «Трентино» (3:0). Первый мяч за «Интер» забил в предсезонном матче против немецкого клуба «Гамбург» (1:1), отличившись на 2-й минуте с передачи Фреди Гуарина.

#### Дебютный сезон и «Золотая бутса» Серии А (2013—2015)
25 августа 2013 года Мауро Икарди дебютировал за «Интер» в матче против «Дженоа», в котором миланцы выиграли 2:0. 14 сентября забил первый мяч за клуб, открыв счёт домашнем матче против «Ювентуса» (1:1).

Из-за травмы пропустил большую часть игр первой части сезона и вернулся в матчи основной команды только в феврале. 14 февраля 2014 года во время гостевого матча против «Фиорентины» на стадионе «Артемио Франки» Икарди вернулся через четыре месяца и забил победный мяч всего через десять минут.

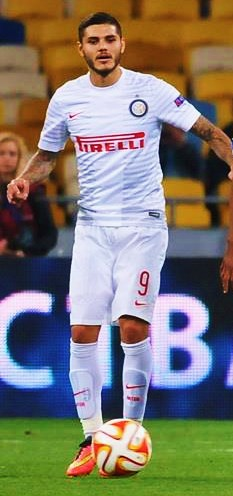
Икарди не выиграл ни одного титула в составе «нерадзурри»

5 апреля забил два мяча в ворота «Болоньи», однако матч закончился вничью 2:2. Это был его первый дубль за миланский клуб. Затем аргентинский форвард сделал дубль в выездном матче против бывшего клуба «Сампдория», в котором «нерадзурри» разгромно выиграли со счётом 4:0. Перед матчем Мауро был освистан болельщиками, но он успокоил их, забив на 13-й минуте с передачи Родриго Паласио, и показал болельщикам «Сампдории» негативный жест.
10 мая 2014 года в последнем матче Хавьера Санети на Сан-Сиро, в котором «Интер» обыграл «Лацио» 4:1, чтобы обеспечить себе место в Лиге Европы на следующий сезон, Икарди забил второй мяч на 37-й минуте после передачи Матео Ковачича и отправился праздновать с капитаном Санети. Свой первый сезон за «нерадзурри» Мауро закончил, сыграв 23 матча во всех турнирах, в том числе 22 в лиге, забив 9 мячей, в среднем по одному голу за 145 минут. 10 июня 2014 года «Интер» выкупил все права на футболиста на сумму 6,5 миллионов евро, и миланский клуб стал единственным работодателем Икарди на футбольном поле.
20 августа 2014 года Мауро Икарди забил первый мяч в еврокубках: в рамках раунда плей-офф Лиги Европы «Интер» на выезде обыграл исландский «Стьярнан» (3:0), а аргентинец открыл счёт в матче. В ответном матче в Милане сделал дубль и помог команде победить со счётом 6:0. 14 сентября сделал хет-трик в ворота «Сассуоло», в котором «Интер» разгромил соперника 7:0. 10 дней спустя Икарди получил травму в матче против «Аталанты» (2:0), и на 24-й минуте был заменён на Пабло Освальдо. 26 октября реализовал пенальти в гостевой победе над «Чезеной» и помог «нерадзурри» одержать первую выездную победу в сезоне (1:0). Три дня спустя реализовал пенальти в ворота «Сампдории», заработанный Здравко Кузмановичем (1:0), из-за чего его бывшая команда потерпела первое поражение в сезоне 2014/2015. 9 ноября сделал дубль в ворота «Вероны» с передач Родриго Паласио и помог команде сыграть вничью 2:2. Из-за неудачного старта сезона «Интер» объявил об увольнении главного тренера Вальтера Мадзари, новым тренером «нерадзурри» стал вернувшийся в Милан Роберто Манчини. 6 января 2015 года в матче против «Ювентуса» уже на 5-й минуте счёт открыл нападающий туринцев Карлос Тевес, но на 64-й минуте Мауро сравнял счёт (1:1). Во время матча у Икарди возник конфликт с партнёром по команде Пабло Освальдо, который разозлился на аргентинца после того, как Мауро решил ударить по воротам, вместо того, чтобы отдать пас на партнёра, который был в лучшей позиции, чтобы забить. Из-за этого Освальдо покинул команду в конце января. Пять дней спустя забил мяч и помог отличиться Паласио в домашней победе над «Дженоа» со счётом 3:1.
1 февраля забил мяч в выездном матче против «Сассуоло», однако игра закончилась поражением 3:1. После матча у Мауро Икарди и Гуарина возник конфликт с болельщиками на стадионе Мапеи: они пошли бросить свои футболки фанатам, однако те бросили их в игроков, извергая оскорбления. 7 февраля сделал дубль в матче против «Палермо» (3:0) не празднуя свои голы. После матча Икарди заявил, что причина, по которой он не праздновал, заключалась не в конфликте с болельщиками, а в том, что он не смог найти способ продлить свой контракт с руководством клуба. Позже Манчини раскритиковал аргентинца за то, что он не праздновал.
11 апреля открыл счёт в гостевом матче против «Вероны» и отдал голевую Паласио, «Интер» победил 3:0 и прервал серию из 6 матчей без побед. В последнем матче сезона забил два мяча в ворота «Эмполи» (4:3) и закончил сезон с 22 забитыми мячами, став лучшим бомбардиром Серии А совместно с Лукой Тони из «Вероны». Несмотря на индивидуальные успехи аргентинца «Интер» занял восьмое место и впервые с 1999 года не попал в еврокубковые турниры, к Икарди был интерес со стороны зарубежных клуб, но Мауро продил контракт с «нерадзурри».

#### Капитанская повязка и конфликты с клубом (2015—2017)
Перед началом сезона 2015/2016 Икарди был назначен капитаном «Интера», сменив в этой роли Андреа Раноккья, который был лишён повязки после плохо проведённого сезона. Первый матч новом сезоне провёл в игре против «Аталанты», в котором уже на 15-й минуте Мауро был заменён на черногорца Стевана Йоветича, который забил победный мяч на 3-й компенсированной минуте ко второму тайму. После осмотров было объявлено, что у аргентинца получил травму бедра и пропустит следующий матч против «Карпи». 13 сентября Икарди вернулся после травмы и принял участие в миланском дерби против «Милана», в котором «Интер» победил со счётом 1:0, а через неделю забил первый мяч в новом сезоне, поразив ворота «Кьево», благодаря чему «чёрно-синие» одержал четвёртую победу подряд. 27 сентября забив «Фиорентине», однако «нерадзурри» проиграли со счётом 1:4, после чего закончилась беспроигрышная серия миланцев в новом сезоне.
28 октября аргентинец забил победный мяч в выездном матче против «Болоньи» (1:0), отличившись с паса Адема Ляича, также Икарди пожаловался на своих одноклубников, что не дают ему передачи, Мауро сказал «в десяти матчах у меня было четыре шанса забить, из них я забил в трёх моментах. Я думаю, это хороший средний показатель». После этого аргентинец провёл матч с «Ромой» на скамейке запасных (1:0). После игры главный тренер Манчини заявил, что решение оставить Икарди на скамейке было «тактическим решением», добавив, что Икарди «должен улучшить свою игру». Он вернулся в стартовый состав в матче против «Торино», который завершился минимальной победой миланцев.
22 ноября провёл 100-й матч в Серии А в матче против «Фрозиноне» (4:0) в котором также отметился забитым мячом. 13 декабря сделал первый дубль в сезоне в выездном матче против «Удинезе» (4:0). В последнем матче 2015 года забил мяч в ворота «Лацио» (1:2). В конце года Икарди был признан 82-м лучшим футболистом года, по мнению газеты the Guardian. 3 февраля аргентинец забил 50-й мяч за «нерадзурри» в матче с «Кьево» (1:0).
6 января 2016 года забил единственный мяч в ворота «Эмполи», отличившись с передачи Ивана Перишича и вывел «Интер» на первое место в чемпионате Италии. В феврале 2016 года «Интер» отклонил предложение английского «Манчестер Юнайтед» на сумму 30 млн евро. 9 апреля забил 50-й мяч за «чёрно-синих» в 100-м матче за «Интер» в ворота «Фрозиноне».
Первый мяч в новом сезоне провёл 21 августа в гостевом матче против «Кьево», который закончился поражением 0:2, и забил первый мяч в сезоне в ворота «Палермо» (1:1). 11 сентября забил два мяча в волевой победе над «Пескарой», благодаря чему «Интер» одержал первую победу под руководством Франка Де Бура. Неделю спустя сравнял счёт в матче с туринским «Ювентусом» на 68-й минуте, в через 10 минут Иван Перишич принёс «нерадзурри» победу 2:1, это была первая победа «Интера» в дерби Италии с ноября 2012 года. Это был седьмой гол Икарди в восьми матчах против «Ювентуса».
После этого аргентинец сделал дубль в ворота «Эмполи» (2:0). Это был первый раз, когда Мауро Икарди забил в четырёх матчах Серии А подряд.
7 октября 2016 года продлил контракт с «Интером» до июня 2021 года, сумма отступных составила 110 млн евро. По новому контракту Икарди будет зарабатывать 4,5 миллиона евро за сезон плюс различные бонусы в зависимости от его выступлений, целей и имиджевых прав. Вскоре после подписания контракта Икарди заявил: «Я очень рад, что подписал новый контракт, по которому я буду оставаться в клубе до 2021 года. Моя мечта — выигрывать трофеи с этой командой. Я много чего слышал во время трансферного окна. Как вы всегда делаете, но клуб был на моей стороне, я должен поблагодарить моего агента и жену Ванду за это продление, и мы все довольны дома».
Икарди оформил дубль в ворота «Торино» на «Сан-Сиро» (2:1), что принесло «Интеру» первую победу за последние 5 игр. Затем он забил два подряд мяча против «Кротоне» и «Фиорентины». В последнем матче 2016 года Икарди оформил ещё один дубль против «Лацио», что помогло «Интеру» завершить год на высоком уровне. Первую часть сезона он завершил с 14 голами и 5 передачами, став самым эффективным нападающим в топ-5 лиг, обогнав таких звёзд, как Криштиану Роналду и Лионель Месси. The Guardian назвала его 49-м лучшим игроком мира, заняв 33 позиции по сравнению с прошлогодним рейтингом.
15 января 2017 года в домашней победе над «Кьево» со счётом 3:1, которая стала пятой подряд победой в лиге, Икарди забил свой 15-й мяч в сезоне в чемпионате, став первым игроком «Интера», забившим не менее 15 мячей за три сезона подряд после Златана Ибрагимовича. и Кристиана Вьери. 12 марта он сделал хет-трик в ворота «Аталанты» (7:1), в результате чего аргентинец забил свой 20-й гол в сезоне. Икарди забил 24 мяча в 34 матчах в сезоне 2016/17, установив новый личный рекорд. В Лиге Европы он забил дважды в пяти матчах, но несмотря на это «Интер» занял последнее место в группе К.

#### Вторая «Золотая бутса» и отъезд из Италии (2017—2019)
«Он капитан «Интера», и он не обычный нападающий. Я всегда говорил, что у него такой же хребт, как у Ибрагимовича, потому что он хочет ответственности, он особый человек и футболист. Великий парень и отличный профессионал».
Перед началом сезона 2017/18 новым тренером «Интера» стал Лучано Спаллетти. В мае Икарди получил травму, из-за чего пропустил пропустил большую часть предсезонной подготовки. Первые мячи в новом сезоне забил 20 августа в ворота «Фиорентины», сделав дубль (3:0). 26 августа 2017 года забил два мяча в гостевой победе над «Ромой» со счётом 3:1 на «Олимпийском стадионе», что стало первой выездной победой миланцев над римлянами за девять лет, эти голы также стали первыми для Икарди на «Олимпийском стадионе». 10 сентября Икарди забил пенальти в ворота СПАЛ, отличившись в 76-й раз в серии А за «нерадзурри», войдя в десятку лучших бомбардиров «Интера» в чемпионате Италии.
15 октября 2017 года оформил хет-трик в ворота «Милана» и помог «чёрно-синим» победить 3:2, и вывел «Интер» на второе место чемпионата. Это был первый хет-трик в миланском дерби со времён Диего Милито в мае 2012 года. 18 марта 2018 года забил четыре мяча в ворота бывшего клуба «Сампдория» на стадионе «Луиджи Феррарис» (5:0). Кроме того, он преодолел отметку в 100 голов в Серии А во время этого матча, доведя свой общий счет до 103 голов в Серии А в своем 180-м матче в Серии А, став шестым самым молодым игроком, когда-либо достигшим этого подвига, в возрасте 25 лет и 27 дней: его четвёртый гол в матче стал также его 100-м голом за «Интер» в его 172-м матче за клуб.
22 апреля Икарди забил мяч в выездной победе над «Кьево» со счетом 2:1, что стало его 26-м голом в сезоне в чемпионате, став первым игроком «Интера» после Антонио Анжелило в сезоне 1958/59, добившимся такого результата. На следующей неделе Мауро забил мяч в матче против «Ювентуса», однако матч закончился поражением 2:3, отметив свой 8-й гол в 11 матчах против туринской команды.
20 мая 2018 года в последнем матче чемпионата на выезде против «Лацио» Икарди сравнял сравнял счёт и помог «нерадзурри» победить со счетом 3:2. Эта победа поставила «Интер» на четвёртое место в чемпионате, разделив по очкам с «Лацио», но опередив по очкам в личных встречах, а это означало то, что миланцы оказались в групповом этапе Лиги Чемпионов впервые с 2012 года. Забив 29 мячей, Икарди получил вторую «Золотую бутсу» Серии А вместе с Чиро Иммобиле из «Лацио», побив свой предыдущий рекорд в 24 гола, установленный в предыдущем сезоне, аргентинец также стал первым игроком «Интера», достигшим такого результата после Антонио Анджелилло в сезоне 1958/59 (33 гола).
Икарди начал новый сезон в слабой форме, не сумев забить в шести первых матчах чемпионата. Он также пропустил выездную игру против «Болоньи» из-за травмы. 18 сентября дебютировал в Лиге чемпионов в матче группового этапа против «Тоттенхэм Хотспур», в котором забил первый мяч в главном еврокубке. Его мяч был назван голом недели в Лиге чемпионов. Во второй игре на выезде с ПСВ в Эйндховене Икарди обошел вратаря Йеруна Зута, что помогло «Интеру» одержать волевую победу 2:1. Таким образом, Икарди стал первым игроком «Интера» после Адриано в сезоне 2004/05, который забивал в каждом из своих первых двух матчей Лиги чемпионов.
Оформив дубль в ворота СПАЛ, в котором «нерадзурри» выиграли 2:1, Икарди забил 103 мяч в Серии А, сравнявшись с Кристианом Вьери и став седьмым игроком с наибольшим количеством мячей в Серии А, забитых за «Интер». В первой игре после перерыва на матчи сборной аргентинец забил победный мяч против «Милана», принеся «Интеру» пять побед подряд в чемпионате, а также забил 300-й мяч клуба в миланском дерби.
24 ноября провёл свой 200-й матч в Серии А в победе над «Фрозиноне» со счётом 3:0. 13 февраля 2019 года из-за нескольких комментариев жены и агента Икарди Ванды Нары о руководстве «Интера» и его игроках в телепрограмме «Тики Така», «Интер» объявил, что на посту капитана его заменит вратарь Самир Ханданович. В ответ на лишение капитанской повязки Икарди на следующий день отказался играть в матче Лиги Европы против «Рапида».
Он вернулся в состав 3 апреля в матче лиги против «Дженоа», через 53 дня с момента его последнего выступления за миланский клуб; По возвращении Икарди забил пенальти после того, как Кристиан Ромеро сфолил на Мауро в штрафной площади, получив прямую красную карточку. Во втором тайме он также забил мяч Ивана Перишича, а на 80-й минуте уступил место Кейте Бальде. Благодаря этому голу Икарди сравнялся с Кристианом Вьери, став восьмым лучшим бомбардиром «Интера» за всю историю со 123 голами.
В июле было объявлено, что аргентинец не примет участие в предсезонном турне «нерадзурри». 8 августа 2019 года клуб подписал контракт с бельгийским нападающим Ромелу Лукаку, на следующий день ему присвоили футболку с номером 9, которую Икарди носил с момента перехода в «Интер» в 2013 году. Чтобы избежать возможных юридических осложнений, 20 августа «Интер» присвоил Мауро седьмой номер.

### «Пари Сен-Жермен»

#### Дебютный сезон и первые трофеи в карьере (2019—2020)

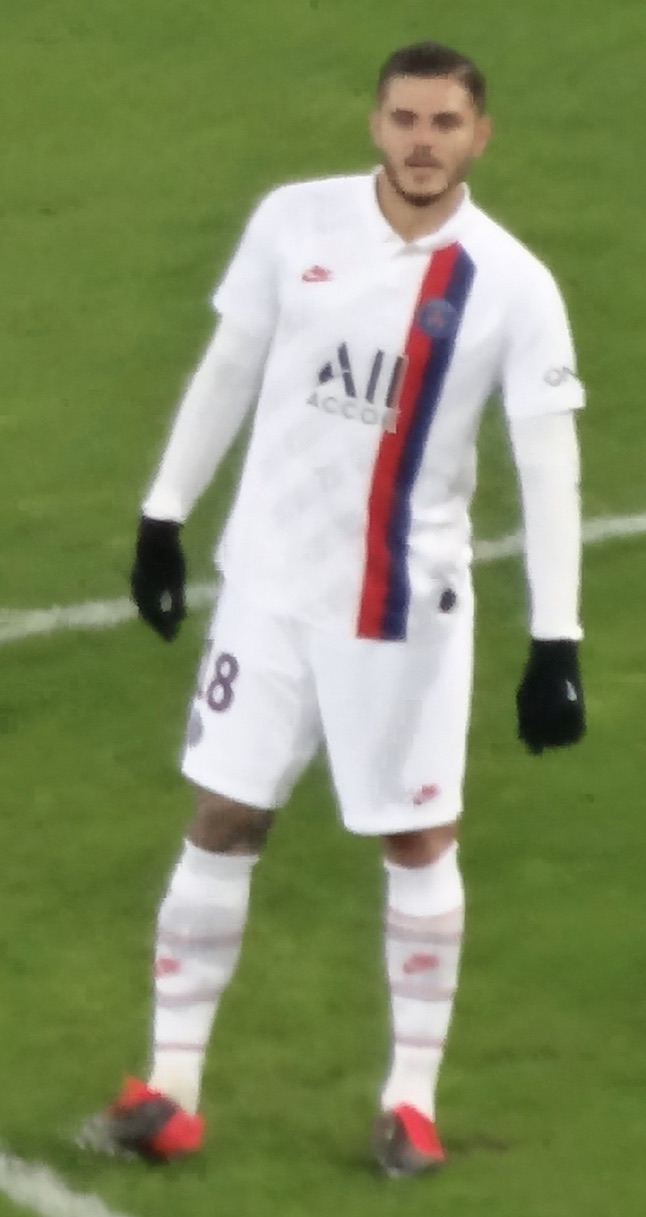
Мауро Икарди в составе «Пари Сен-Жермен» в 2020 году

2 сентября 2019 года Икарди на правах аренды с правом дальнейшего выкупа за 70 миллионов евро перешёл во французский «Пари Сен-Жермен». 14 сентября дебютировал за ПСЖ в матче против «Страсбура» (1:0) выйдя на 63-й минуте вместо Эрика Шупо-Мотинга. 1 октября забил первый мяч за парижан в матче Лиги чемпионов против стамбульского «Галатасарая» на выезде (1:0). 5 октября аргентинец забил первый мяч в Лиге 1 в домашней победе над «Анже» (4:0). 27 октября Икарди оформил дубль в своём первом матче в Ле Классико, который закончился домашней победой над «Олимпик Марсель» со счётом 4:0. 8 января 2020 года оформил хет-трик в матче кубка французской лиги в ворота «Сент-Этьена», в котором ПСЖ выиграл со счётом 6:1.
1 мая Икарди выиграл первый трофей в карьере: ПСЖ досрочно выиграл чемпионат Франции, обогнав «Марсель» на двенадцать очков, после того, как чемпионат был завершён из-за пандемии COVID-19. После возобновления сезона летом Икарди выиграл Кубок Франции, Кубок Лиги и дошел до финала Лиги чемпионов УЕФА, в котором он остался на скамейке запасных, несмотря на то, что был лучшим бомбардиром команды в турнире с 5 голами за 7 матчей, вместе с Килианом Мбаппе. В самом финале парижане проиграли мюнхенской «Баварии» со счётом 0:1. 31 мая 2020 года Мауро подписал новый четырёхлетний контракт с ПСЖ, сумма трансфера составила 60 млн евро.

#### Борьба с травмами, новые титулы и упадок (2020—2022)
Икарди пропустил первые два матча сезона против «Ланса» и «Марселя» из-за положительного результата теста на COVID-19. 16 сентября 2020 года аргентинец вернулся в строй в матче против «Метца» (1:0), и забил свои первые два мяча в сезоне в победе над «Реймсом» со счетом 2:0. В октябре 2020 года главный тренер Томас Тухель объявил, что Икарди получил травму внутренней связки колена.
28 ноября Мауро Икарди вернулся в матче против «Бордо», который закончился со счётом 2:2. Перед следующим матчем против «Манчестер Юнайтед» он получил травму, из-за чего пропустил матч. 9 января 2021 года он вернулся в победе над «Брестом» со счетом 3:0, аргентинец забил и отдал голевую передачу на Пабло Сарабию. В следующем матче, который был против «Марселя» в Суперкубке Франции, Икарди забил мяч и заработал пенальти, а ПСЖ одержал победу 2:1. Он был награждён призом лучшего игрока матча. 19 мая Икарди открыл счет «ПСЖ» в победе над «Монако» со счетом 2:0 в финале Кубка Франции 2021 года.
7 августа 2021 года Икарди забил первый мяч в сезоне 2021/22, отличившись в ворота «Труа» (2:1). 19 сентября он забил победный мяч в добавленное время, что принесло «ПСЖ» победу над «Лионом» 2:1. К концу сезона Икарди забил всего пять мячей во всех соревнованиях, что является его самым низким показателем за всю кампанию с момента его дебютного сезона в «Сампдории».

### «Галатасарай»
Икарди начал сезон в Париже, не участвуя в игре за ПСЖ, однако вместе с парижанами выиграл Суперкубок Франции 2022 года, разгромив «Нант» (4:0). Тренер Кристоф Гальтье принял решение исключить Икарди из состава команды на участие в Лиге чемпионов на сезон 2022/23.
8 сентября 2022 года турецкий «Галатасарай» объявил об аренде аргентинца до конца сезона 2022/23 с правом выкупа. На следующий день Мауро Икарди приземлился в аэропорту Ататюрка и был представлен тысячам болельщиков «львов».

#### Дебютный сезон и титул чемпиона Турции (2022—2023)
16 сентября дебютировал за турецкий клуб: на «Рамс Парк» стамбульцы обыграли «Коньяспор» 2:1, аргентинец вышел на замену на 62-й минуте. 23 октября Икарди забил мяч и отдал результативную передачу на Дриса Мертенса в матче против «Аланьяспора», однако матч закончился вничью 2:2. 12 ноября Мауро забил мяч и отдал две голевые передачи на Керема Артюркоглу в гостевом разгроме «Истанбул Башакшехир» со счётом 7:0. После небольшой травмы, полученной в конце чемпионата мира 2022 года, аргентинский футболист впечатляюще вернулся, забив мяч и отдав результативную передачу в межконтинентальном дерби против «Фенербахче» всего за пятнадцать минут игры. Его страсть и решимость быстро завоевали ему место в сердцах фанатов. Во время матча против «Антальяспора» на стадионе «Неф» прозвучала песня «Aşkın Olayım», которая какое-то время была посвящена Икарди, что ещё больше укрепило его связь с болельщиками.
14 апреля 2023 года сделал хет-трик и отдал передачу на Милота Рашицу в матче против «Кайсериспора» (6:0). 30 мая Икарди сделал дубль в гостевой победе над «Анкарагюджю» со счётом 4:1 и помог «Галатасараю» завоевать чемпионский титул.

#### Второй титул чемпиона Турции и звание лучшего бомбардира сезона (2023—2024)
«Некоторые игроки обладают уникальными способностями. Я забиваю голы. Это ни для кого не секрет. Недавно я достиг отметки в 200 голов, и с каждым голом, который я забиваю, я искренне радуюсь поддержке болельщиков».
28 июля 2023 года «Галатасарай» объявил, что Икарди прибыл в Стамбул, чтобы завершить свой постоянный трансфер в Турцию. Через два дня он подписал с клубом контракт до 30 июня 2026 года. Согласно контракту, Икарди будет получать зарплату в размере 6 миллионов евро в год, а трансферный сбор в размере 10 миллионов евро будет выплачиваться его бывшему клубу «Пари Сен-Жермен».
23 августа 2023 года Икарди забил 200-й мяч в своей клубной карьере, проведя свой 375-й матч в выездной победе над «Молде» со счетом 3:2 в раунде плей-офф Лиги чемпионов. 3 октября забил победный мяч в матче группового этапа Лиги чемпионов против «Манчестер Юнайтед» на «Олд Траффорд» (3:2), что стало первой в истории гостевой победой «львов» над английскими командами.
21 октября Икарди превзошел рекорд легенды стамбульцев Георге Хаджи, забив восемь голов, и став иностранным игроком с наибольшим количеством голов в дерби за «Галатасарай», достигнув десяти голов. 24 октября он забил пенальти «паненкой» в ворота мюнхенской «Баварии», однако матч закончился поражением 1:3.
26 мая 2024 года Икарди дважды забил гол в выездной победе над «Коньяспором» со счетом 3:1, в результате чего клуб завоевал титул чемпиона Суперлиги с рекордными в лиге 102 очками. Он также завершил сезон лучшим бомбардиром Суперлиги с 25 голами, обогнав Эдина Джеко.

#### «Короткий сезон» (2024—2025)
Икарди удачно начал сезон 2024/25 в составе «Галатасарая»: аргентинец забил первый гол клуба в сезоне Суперлиги в матче с «Хатайспором». Его гол, спокойно исполненный с пенальти на 80-й минуте, помог «львам» одержать волевую победу — 2:1.
С момента перехода Виктора Осимхена в «Галатасарай» появились предположения о том, как его присутствие может повлиять на Икарди, тем более что оба они являются высококлассными форвардами. Однако их выступления скорее дополняют друг друга, чем конфликтуют. 7 ноября 2024 года Мауро получил травму передней крестообразной связки в правом колене во время матча Лиги Европы против английского «Тоттенхэм Хотспур» (3:2) в Стамбуле. Икарди упал от боли после столкновения с вратарём «шпор» Фрейзером Форстером.

## Карьера в сборной
20 апреля 2012 года Икарди приглашают принять участие в матче Италия — Венгрия, в качестве игрока итальянской молодёжной национальной команды, но нападающий ответил отказом изъявив желание выступать за сборную Аргентины. 14 августа 2012 года Икарди дебютировал за молодёжную сборную Аргентины, в матче против сборной Германии, в рамках неофициального турнира молодёжных команд в Валенсии. 19 августа в матче против сборной Японии Мауро забивает свой первый мяч. Молодёжная команда Аргентины выиграла турнир, а Икарди стал его лучшим бомбардиром.
16 октября 2013 года в матче отборочного турнира чемпионата мира 2014 года против сборной Уругвая Мауро дебютировал за сборную Аргентины. В конце 2016 года Лионель Месси и Диего Марадона высказались против вызова Мауро в сборную, из-за его конфликта с Макси Лопесом. Мауро был кандидатом на поездку на чемпионат мира, но в окончательную заявку не попал. По словам Эрнана Креспо «из-за конфликта с Месси Икарди, к сожалению, не сможет поехать на чемпионат мира в России. Я считаю, что это ужасная ошибка, так как Аргентине просто необходим такой форвард, как Мауро». 20 ноября 2018 года в матче против сборной Мексики Икарди забил свой первый мяч за национальную команду в своей 8-й игре. Как оказалось, это был его последний матч за сборную Аргентины. Икарди не попал в заявку сборной Аргентины на Кубок Америки 2019 года и в дальнейшем в сборную не вызывался.

## Стиль игры
«Он морально тебя откалывает, в том смысле, что тебе нужно все время быть сконцентрированным. Я встречал только одного, у которого это хуже, но в этом году он играет со мной!»
По прозвищу «Эль-Ниньо дель Партидо» Икарди — быстрый, тактически умный, физически сильный нападающий с хорошей техникой. Известный своими отличными атакующими движениями, позиционированием и вниманием к воротам, он в основном действует в центральных зонах штрафной площади; точный и эффективный нападающий головой и любой ногой внутри штрафной площади, он известен своей способностью забивать мячи с нескольких касаний, хотя он также может удерживать мяч, чтобы создать пространство или моменты для других игроков. В начале карьеры аргентинца критиковали за ограниченный творческий и оборонительный вклад, а также за отсутствие значительного темпа, выносливости, силы и движений за пределами штрафной, его скорость работы с мячом в дальнейшем улучшилась, он занимал другие позиции, чтобы освободить пространство или оказать помощь товарищам по команде. Давно считавшийся талантливым и многообещающим игроком, в 2013 году «Золотой мяч» включил его в число 100 лучших молодых игроков, родившихся после 1992 года.
Говоря об Икарди, тренер «чёрно-синих» Стефано Пиоли заявил, что Икарди «является фантастическим профессионалом» и называл его «одним из лучших форвардов в мире».

## Достижения

### Командные
«Пари Сен-Жермен»
- Чемпион Франции (2): 2019/20, 2021/22
- Обладатель Кубка Франции (2): 2019/20, 2020/21
- Обладатель Кубка французской лиги: 2019/20
- Обладатель Суперкубка Франции (2): 2020, 2022
- Финалист Лиги чемпионов УЕФА: 2019/20

«Галатасарай»
- Чемпион Турции (3): 2022/23, 2023/24, 2024/25
- Обладатель Кубка Турции: 2024/25
- Обладатель Суперкубка Турции: 2023

### Личные
- Футболист года в Италии (Игрок сезона Серии А): 2018
- Лучший бомбардир чемпионата Италии (2): 2014/15 (22 мяча), 2017/18 (29 мячей)
- Входит в состав символической сборной года Серии А (2): 2014/15[источник не указан 312 дней], 2017/18[источник не указан 312 дней]
- Лучший бомбардир чемпионата Турции: 2023/24 (25 мячей)
- Футболист года в Турции: 2023

## Личная жизнь
27 мая 2014 года женился на аргентинской модели Ванде Наре (род. 10 декабря 1986 года), от которой имеет двух дочерей: Франческу и Изабеллу. С 2008 по 2013 она была замужем за футболистом Макси Лопесом, родила троих сыновей. Икарди и Нара начали отношения, когда последняя ещё состояла в браке, что позволило итальянской прессе раздуть скандал. Во время скандала Икарди часто публично выражал свои чувства, в основном через социальные сети. Также у него есть татуировка с изображением детей Нары. В октябре 2015 года Мауро уволил своего агента, с которым сотрудничал 10 лет, и нанял на его место Нару. После замужества Ванда взяла фамилию мужа и стала Вандой Икарди.
Икарди итальянского происхождения, его мать и отец родом из Венеции. Он имеет итальянский паспорт. 11 октября 2016 года Икарди выпустил автобиографию под названием «Sempre Avanti» («Всегда вперёд»), опубликованный Sperling & Kupfer. Книга вызвала споры, так как Икарди описал инцидент, который обидел некоторых болельщиков «Интера», что привело к ненависти фанатов этой команды к Икарди. Мауро даже был готов позвать аргентинскую мафию, чтобы та разобралась с ультрас «Интера». Итальянская мафия предлагала Макси Лопесу разобраться с Икарди, но он попросил оставить Мауро в покое.

## Клубная статистика
| Выступление      | Выступление      | Выступление      | Чемпионат | Чемпионат | Кубки | Кубки | Еврокубки | Еврокубки | Итого | Итого |
| Клуб             | Лига             | Сезон            | Игры      | Голы      | Игры  | Голы  | Игры      | Голы      | Игры  | Голы  |
| ---------------- | ---------------- | ---------------- | --------- | --------- | ----- | ----- | --------- | --------- | ----- | ----- |
| Сампдория        | Серия B/Серия A  | 2011/12          | 2         | 1         | 0     | 0     | 0         | 0         | 2     | 1     |
| Сампдория        | Серия B/Серия A  | 2012/13          | 31        | 10        | 0     | 0     | 0         | 0         | 31    | 10    |
| Сампдория        | Итого            | Итого            | 33        | 11        | 0     | 0     | 0         | 0         | 33    | 11    |
| Интернационале   | Серия A          | 2013/14          | 22        | 9         | 1     | 0     | 0         | 0         | 23    | 9     |
| Интернационале   | Серия A          | 2014/15          | 36        | 22        | 2     | 1     | 10        | 4         | 48    | 27    |
| Интернационале   | Серия A          | 2015/16          | 33        | 16        | 1     | 0     | 0         | 0         | 34    | 16    |
| Интернационале   | Серия A          | 2016/17          | 34        | 24        | 2     | 0     | 5         | 2         | 41    | 26    |
| Интернационале   | Серия A          | 2017/18          | 34        | 29        | 2     | 0     | 0         | 0         | 36    | 29    |
| Интернационале   | Серия A          | 2018/19          | 29        | 11        | 2     | 2     | 6         | 4         | 37    | 17    |
| Интернационале   | Итого            | Итого            | 188       | 111       | 10    | 3     | 21        | 10        | 219   | 124   |
| Пари Сен-Жермен  | Лига 1           | 2019/20          | 20        | 12        | 7     | 3     | 7         | 5         | 34    | 20    |
| Пари Сен-Жермен  | Лига 1           | 2020/21          | 20        | 7         | 5     | 6     | 3         | 0         | 28    | 13    |
| Пари Сен-Жермен  | Лига 1           | 2021/22          | 24        | 4         | 3     | 1     | 3         | 0         | 30    | 5     |
| Пари Сен-Жермен  | Итого            | Итого            | 64        | 23        | 15    | 10    | 13        | 5         | 92    | 38    |
| Галатасарай      | Суперлига        | 2022/23          | 24        | 22        | 2     | 1     | 0         | 0         | 26    | 23    |
| Галатасарай      | Суперлига        | 2023/24          | 34        | 25        | 1     | 0     | 12        | 6         | 47    | 31    |
| Галатасарай      | Итого            | Итого            | 58        | 47        | 3     | 1     | 12        | 6         | 73    | 54    |
| Всего за карьеру | Всего за карьеру | Всего за карьеру | 343       | 192       | 28    | 14    | 46        | 21        | 417   | 227   |

## Голы за сборную Аргентины
| #  | Дата           | Место                                    | Противник | Счёт | Результат | Соревнование      |
| -- | -------------- | ---------------------------------------- | --------- | ---- | --------- | ----------------- |
| 1. | 20 ноября 2018 | Мальвинас Архентинас, Мендоса, Аргентина | Мексика   | 1:0  | 2:0       | Товарищеский матч |